# Echter Diskus
Der Echte Diskus, Echte Diskusbuntbarsch oder auch Heckel-Diskus und, seltener, Pompadurfisch (Symphysodon discus), ist eine von derzeit drei Arten in der Buntbarschgattung der Diskusbuntbarsche aus dem Amazonasstromgebiet im tropischen Südamerika.

## Merkmale
Alle Arten der Gattung Symphysodon zeichnen sich durch die unverwechselbare und namensgebende scheiben- oder diskusartige Körperform aus. Der Echte Diskusbuntbarsch unterscheidet sich von den beiden anderen Arten ausschließlich durch seine Färbung und Zeichnung. Auffälligste Merkmale sind eine dunkle, oft bläuliche wellenartige Linienzeichnung, die beide Körperseiten bedecken sowie ein breites, dunkelbraunes Vertikalband, das am Beginn der hinteren Körperhälfte von der Rücken- bis zur Afterflosse reicht. Mehrere weniger ausgeprägte und etwas hellere Vertikalstreifen, deren erster über dem Auge liegt, sind ebenfalls arttypisch.

Klassische metrische und meristische Unterscheidungsmerkmale zu den Schwesterarten bestehen nicht. Symphysodon discus verfügt gegenüber vielen Populationen von Symphysodon aequifasciatus und Symphysodon haraldi geringere Schuppenzählwerte. Aber die Variationsbreite dieser taxonomischen Merkmale ist bei allen drei Arten so groß, dass viele deckungsgleiche beziehungsweise sich überschneidende Diagnosen vorkommen.

## Verbreitung
Während die Gattung von der peruanischen Urwaldstadt Iquitos bis zum Amazonasdelta entlang dem gesamten Hauptstrom (Rio Solimões und Rio Amazonas) vorkommt, ist die Verbreitung des Echten Diskusbuntbarschs klar begrenzt. Seine Lebensräume befinden sich in den Unterläufen des Rio Negro, Rio Trombetas und des Rio Abacaxis. Der schwedische Ichthyologe Sven. O. Kullander stellte fest, dass der Echte Diskusbuntbarsch zwar innerhalb des großen Verbreitungsgebiets seiner beiden Schwesterarten lebt, er aber nirgendwo syntop mit Symphysodon aequifasciatus oder Symphysodon haraldi gefunden wurde.

## Ökologie
Nach den Untersuchungen des amerikanischen Biologen und Verlegers Herbert R. Axelrod und des Freiburger Limnologen und Fischereibiologen Rolf Geisler ist Symphysodon discus kein Schwarzwasserbewohner. Alle amazonischen Nebenflüsse, in denen Echte Diskusbuntbarsche nachgewiesen wurden, führen eine Mischung aus Weiß- und Klarwasser mit Wassertemperaturen zwischen 28 und 30 °C, pH-Werten von 4,2 bis 6,2, einer elektrischen Leitfähigkeit bis maximal 25 µS/cm und einer Gesamthärte von unter 0,5 °dGH. Der Gesamtstickstoffgehalt überschreitet 0,5 mg/l nicht. Das Milieu ist demzufolge nährstoffarm und relativ lebensfeindlich. Wasserpflanzen können in solchen Verhältnissen nicht existieren. Deshalb verbergen sich Echte Diskusbuntbarsche in den Uferbereichen, Schwemmland- und Überflutungszonen zwischen Wurzeln, Totholz und überschwemmter Landvegetation.
Ihre Hauptnahrung bilden Zooplankton, Insektenlarven, kleine Borstenwürmer, kleine Süßwassergarnelen und pflanzlicher Detritus. Einen besonders großen Anteil an der Ernährung haben Eintagsfliegen-, Zuckmücken- und Büschelmückenlarven. Nährtiere, die sich im Bodengrund oder unter pflanzlichem Substrat verbergen, werden durch Anpusten mit einem gezielten Wasserstrahl freigelegt und dann aufgenommen.

## Fortpflanzung
Das Fortpflanzungsverhalten ist bei allen Symphysodon-Arten gleich: Sie erreichen die Geschlechtsreife in einem Alter zwischen sieben und zwölf Monaten. Sie leben in mehr oder weniger großen sozialen Verbänden, in Schulen, aus denen heraus sich Paare bilden. Die während der Balz deutlich hervortretende Legeröhre des Weibchens ist das einzige sichere Merkmal zur Unterscheidung der Geschlechter. Nach Geisler steht die Fertilität in Korrespondenz mit der Verfügbarkeit bestimmter Nährtiere (Süßwassergarnelen der Gattung Macrobrachium), die den Hormonhaushalt der Fische beeinflussen.
Nach einer nur wenige Stunden dauernden, ritualisierten Vorbalz wird ein Laichsubstrat ausgewählt, bei dem es sich immer um eine belebte (Pflanzenteil) oder unbelebte (Holz, Stein) senkrechte Fläche handelt. Der ausgewählte Laichort wird von dem Paar mit den Mäulern gründlich gereinigt. Aus den bis zu 300 Eiern (durchschnittliche Länge 1,4 mm, Breite 1,17 mm), die mit kurzen Haftfortsätzen an dem Substrat kleben, schlüpfen die Larven nach etwa zweieinhalb Tagen. Beide Eltern unterstützen den Schlupfvorgang, indem sie die Larven aus den Eihüllen herauskauen. Anschließend werden die Larven, die ebenfalls über Haftorgane verfügen, wiederum an einer senkrechten Fläche traubenförmig befestigt. Bis sie freischwimmen, werden sie von beiden Eltern mehrmals umgebettet. Etwa vier Tage nach dem Schlupf schwimmen die Larven frei und beginnen sofort mit der Nahrungsaufnahme.
Nach Blüm & Fiedler wird das Brutpflegeverhalten bis zum eigentlichen Laichvorgang durch die männlichen Sexualhormone Testosteron und Androsteron gesteuert, die Laich- und Larvenbetreuung jedoch von dem Hypophysenhormon Prolaktin. Das Prolaktin wirkt sich nicht nur ethologisch auf das Brutpflege- und Sozialverhalten der Diskusbuntbarsche aus, es führt auch zu einer leichten Schwellung der Oberhaut und regt die Vermehrung der Schleimzellen an. Das ist wichtig, weil sich die Larven von der Oberhaut ihrer Eltern ernähren: Sie beißen winzige Partikel aus der elterlichen Epidermis, in der sich während der Brutpflegezeit Kohlenhydrate und Fette anreichern. Diese Art der Larvenernährung wurde zwar auch bei anderen Buntbarschen beobachtet (Pterophyllum altum, Australoheros facetum und Astronotus sp.), ist aber nur bei den Diskusbuntbarschen so einzigartig ausgeprägt. Bei der Jungfischernährung lösen sich die Eltern regelmäßig ab, wobei sie ihren Nachwuchs durch Bewegungs- und Farbreize zum Wechsel anregen. Ab etwa dem vierten Lebenstag beginnen die Diskuslarven mit der Aufnahme anderer Nahrung, sind aber wenigstens vier Wochen auf die Elternhaut als Grundnahrung angewiesen.

## Systematik
Am 2. November 1833 fing der österreichische Forschungsreisende Johann Natterer am unteren Rio Negro im Bereich der brasilianischen Stadt Manaus das einzige Typusexemplar der von Johann Jakob Heckel 1840 als Symphysodon erstbeschriebenen Buntbarschgattung. Das Exemplar ist zugleich der Holotypus des Echten Diskusbuntbarschs Symphysodon discus Heckel, 1840.
Die Typuslokalität ist nicht genau definiert. Natterer schreibt "„Barra do Rio-negro“, was Kullander 163 Jahre später als "„irgendwo am unteren Rio Negro“ definiert. Der nicht ausgewachsene Holotypus befindet sich unter der Sammlungsnummer 35612 im Naturhistorischen Museum Wien und verfügt über eine Standardlänge von 98,6 Millimeter. Zu seinen Schwesterarten lässt sich der Echte Diskusbuntbarsch ausschließlich durch das Zeichnungsmuster lebender und in Formalin konservierter Exemplare abgrenzen. Alle klassischen Artunterscheidungskriterien und selbst moderne Verfahren der Isoenzym-Elektrophorese legen die Vermutung nahe, dass alle bekannten Diskusbuntbarsche nur einer Art, namentlich Symphysodon discus, angehören.
Axelrod fand im Rio Canuma und im Rio Abacaxis eine Population des Echten Diskusbuntbarschs, den Burgess 1981 als die Unterart Symphysodon discus willischwartzi beschrieb. Kullander zeigte jedoch, dass die zur Unterscheidung herangezogene Anzahl der Flankenschuppen innerhalb der Zählwerte der primären Art liegen und stellte die Unterart in die Synonymität der Nominatform. Wiederum Axelrod stellte eine abweichend gefärbte Form des Echten Diskusbuntbarschs aus dem Rio Unini vor, die über eine sehr auffällige Blaufärbung des Kopfs verfügt. Es stellte sich aber heraus, dass dieses Merkmal der „Cabeca azul“ ("„Blaukopfdiskus“) genannten Fische stimmungsanhängig ist.
Zurzeit folgt man dieser nicht endgültigen Darstellung nach Kullander:
Symphysodon discus Heckel 1840.
Synonym: Symphysodon discus willischwartzi Burgess 1981.

## Bedeutung für den Menschen
In Brasilien sind alle Süßwasserfische für viele Menschen die wichtigsten tierischen  Eiweißlieferanten. Auch Echte Diskusbuntbarsche werden zu diesem Zweck geangelt, harpuniert oder mit Netzen gefangen. Allerdings spielt ihr Anteil an der Gesamtmenge zum Verzehr gefangener Süßwasserfische eine sehr geringe Rolle. Aber für relativ viele Menschen ist der Lebendfang für die Aquaristik eine wichtige Einnahmequelle und nicht selten die einzige Lebensgrundlage.
Echte Diskusbuntbarsche aus der Natur, sogenannte Wildfänge, sind seit rund sechzig Jahren sehr begehrte und bis heute teuer gehandelte Aquarienfische.

## Aquaristik

### Haltung und Pflege
Diskus sollen in möglichst großen, hohen Aquarien mit lichter Bepflanzung und einigen Wurzelstöcken gehalten werden. Es muss genügend freier Schwimmraum bleiben, die Beleuchtung sollte nicht zu hell sein. Die Tiere sind während der Laichzeit revierbildend, ansonst sehr friedlich gegenüber anderen Fischen. Die Art wühlt nicht. Als Futter kann Lebendfutter jeglicher Art angeboten werden, Flockenfutter wird nicht immer angenommen.

### Rechtsvorschrift in Österreich
In Österreich sind die Mindestanforderungen zur Haltung von Fischen in der Verordnung 486 im §7 und deren Anlage 5 definiert. Siehe dazu auch den Wikipedia-Eintrag Zierfische.
Speziell für Diskus gilt zusätzlich: Die Fische sollen gemeinsam mit anderen Fischen gehalten werden, damit sie ihr arttypisches Verhalten zeigen. Neben diesen Beifischen müssen mindestens fünf Tiere dieser Art (jeweils Paare) gemeinsam gehalten werden. Außerdem sind folgende Grenzwerte einzuhalten:
|                                  | Wert          | Anmerkung                         |
| -------------------------------- | ------------- | --------------------------------- |
| Mindestgröße des Aquariums       | 120 × 40 × 50 | Länge × Breite × Höhe in [cm]     |
| Bereich für die Wassertemperatur | 26 – 31       | Grad Celsius [°C]                 |
| Bereich für die Wasserhärte      | 0 – 15        | Grad deutscher Gesamthärte [⁰dGH] |
| Bereich pH-Wert                  | 5,0 – 7,0     | Säuregrad                         |
| Maximalwert Nitrat               | 50            | [mg/l]                            |